# Wolford
Die Wolford AG mit Hauptsitz in Bregenz ist ein österreichischer Hersteller von Textilien im obersten Preissegment mit Schwerpunkt auf Strumpfhosen, Bodys sowie Wäsche und stellt auch Damenoberbekleidung und Accessoires her.
Wolford hat 15 Tochtergesellschaften und vertreibt ihre Produkte in rund 46 Ländern über mehr als 198 eigene und partnergeführte Markenboutiquen, 3000 Handelspartner und 17 Onlineshops. Das seit 1995 an der Wiener Börse notierte Unternehmen erwirtschaftete im Geschäftsjahr 2021 (1. Mai 2019 bis 30. April 2020) mit rund 1091 Beschäftigten einen Umsatz von 108,9 Mio. Euro. Im Jahr 2023 betrug der Umsatz 126 Mio. Euro. Das Jahr 2024 brachte dem Unternehmen mit 88 Mio. Euro einen Umsatzeinbruch um 30 Prozent im Vergleich zum Vorjahr.
Bekannt ist der Hersteller durch seine Nahtlosprodukte wie Strumpfhosen, aber auch durch seine Zusammenarbeit mit Fotografen wie Helmut Newton oder Ellen von Unwerth und Designern wie Karl Lagerfeld oder Vivienne Westwood.

## Geschichte

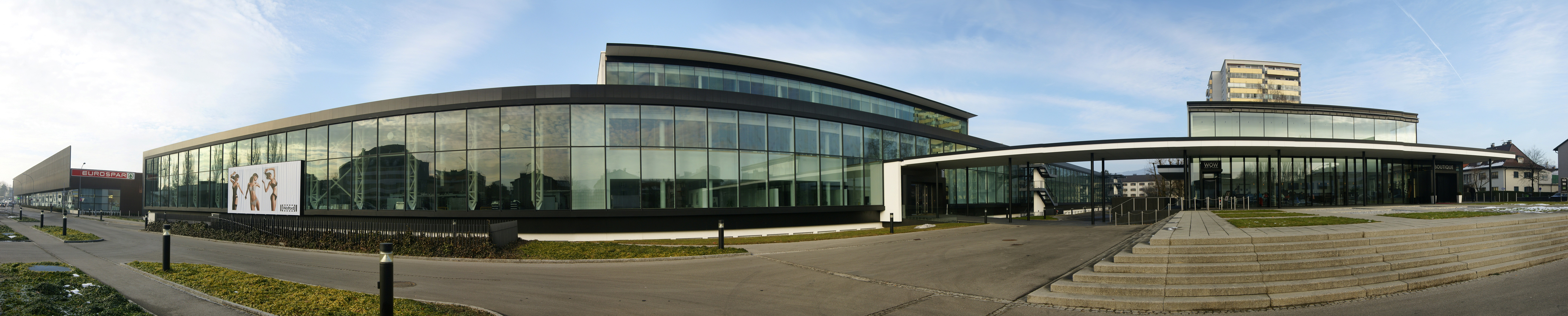
Hauptsitz der Firma Wolford in Bregenz, 2009

Der Industrielle Reinhold Wolff aus Vorarlberg und der Einzelhandelsunternehmer Walter Palmers (* 1903; † 1983) aus Wien gründeten 1949 in Bregenz am Bodensee, einer Stadt mit historisch gewachsener Textiltradition, unter der Firmenbezeichnung Wolff & Co. KG ein Unternehmen zur Erzeugung von kunst- und reinseidenen Damenstrümpfen. Mit gebrauchten amerikanischen Cottonmaschinen, die sie speziell für ihre Zwecke umbauten, wurde erstmals die Polyamid-Faser zu Strümpfen verarbeitet. Im darauffolgenden Jahr wurde die Marke Wolford registriert. Der Markenname ist ein Akronym aus dem Namen des Gründers Reinhold Wolff und der Stadt Oxford und sollte international anwendbar sein. In den 1970er Jahren begann Wolford von Bregenz aus international zu expandieren.
1988 unternahm das Unternehmen eine strategische Neuausrichtung und positionierte seine Produkte im Luxussegment. Zudem erfolgte im April 1988 die Umwandlung des Unternehmens in eine Aktiengesellschaft. Am 14. Februar 1995 ging Wolford mit der „Lady Aktie“ in Wien und Paris an die Börse. Bekannt wurde Wolford im Lauf der Jahre vor allem durch neuartige Nahtlosprodukte wie Strumpfhosen und Bodys, aber auch Kooperationen mit Designern wie Karl Lagerfeld, Emilio Pucci, Zac Posen, Kenzō Takada, Valentino Garavani und Vivienne Westwood. Ebenso trug die Zusammenarbeit mit Fotografen wie Helmut Newton, Ellen von Unwerth und Mario Testino zur Bekanntheit der Marke bei.
Seit dem Jahr 2012 ist der in der Schweiz lebende Deutsche Ralph Bartel Investor bei der Wolford AG und hielt Mitte 2018 über 30 Prozent.
Im Geschäftsjahr 2021 betrug der Umsatz 108,9 Mio. Euro und es wurde ein Verlust in Höhe von 12,3 Mio. Euro ausgewiesen. Die Geschäftsentwicklung ist seit mehreren Jahren rückläufig, in 2015/16 betrug der Umsatz noch 162,4 Mio. Euro. Die Mitarbeiterzahl ist im selben Zeitraum von 1871 auf 1091 gesunken.
Im März 2018 wurde verlautbart, dass der chinesische Investor Fosun den 50,87-Prozent-Anteil an Wolford von den Gründerfamilien Wilhelm und Palmers übernehmen will. Am 4. Mai 2018 erfolgte das sogenannte Closing der Transaktion und der Prozess des Verkaufs der Aktienmehrheit an der Wolford AG konnte erfolgreich abgeschlossen werden. Fosun Industrial Holdings Limited hält nun insgesamt rund 58 Prozent an der Wolford AG.
Um sämtliche Bankkredite zu tilgen, kündigt Wolford ein Sale-and-Lease-Back seiner Betriebsliegenschaft am Stammsitz in Bregenz an. Die Immobilie soll um 72 Mio. Euro an den Beschlägehersteller Blum gehen.

## Unternehmensleitung
Der Vorstand besteht aus Silvia Azzali (CEO) und Ralf Polito (COO).
Der Aufsichtsrat setzt sich wie folgt zusammen:
- David K. Chan (Vorsitzende)
- Thomas Dressendörfer (stellvertretender Vorsitzender)
- Paul Kotrba
- Alexander Greußing

## Produkte und Herstellung
Schwerpunkt der Produktion sind körpernahe Rundstrickprodukte wie Legwear und Bodys, sogenannte Skinwear.
Mit der Kernproduktgruppe Legwear erzielt Wolford mehr als die Hälfte des Umsatzes. Eng mit dem Kernprodukt abgestimmt sind die Lingerie und die Ready-to-wear – dekorative und teilweise körperformende Wäsche sowie körpernahe Produkte wie Bodys und Shirts (Bodywear) neben entsprechenden Kleidern und Pullovern. Ergänzt werden diese Produkte durch eine kleine Auswahl an Accessoires wie Tücher und Gürtel.
Jedes Produkt ist „made in Europe“: In Bregenz werden Strumpfwaren und Bodys auf circa 400 individuell umgebauten Rundstrickmaschinen in Räumlichkeiten mit einem optimierten Mikroklima gestrickt. Zudem befinden sich am Stammsitz neben der Forschungs- und Entwicklungsabteilung auch Zwirnerei, Dämpferei, Färberei und Formerei sowie ein eigenes Farblabor. Die Konfektion erfolgt am Wolford-eigenen Standort in Murska Sobota (Slowenien), wo die textile Fertigung ebenfalls eine lange Tradition hat.
Im September 2018 brachte Wolford die ersten biologisch kreislauffähigen Pullover, T-Shirts und Leggings auf den Markt. Diese im Rahmen der österreichischen Smart-Textiles-Initiative entwickelten Produkte sind komplett kompostierbar. Im April 2019 erhielt das Unternehmen für die Entwicklung technisch kreislauffähiger (also komplett wiederverwertbarer) Produkte die Auszeichnung „Cradle to Cradle Certified™ (Gold)“ – erste entsprechende Legwear-Produkte wird Wolford bereits 2020 präsentieren. Wolford ist das erste und bislang einzige Unternehmen in der Bekleidungs- und Textilbranche, das für die Entwicklung umweltneutraler Produkte in beiden Kategorien („biologisch abbaubar“ und „technisch wiederverwertbar“) von „Cradle to Cradle“ mit „Gold“ zertifiziert wurde.